# Edingen-Neckarhausen

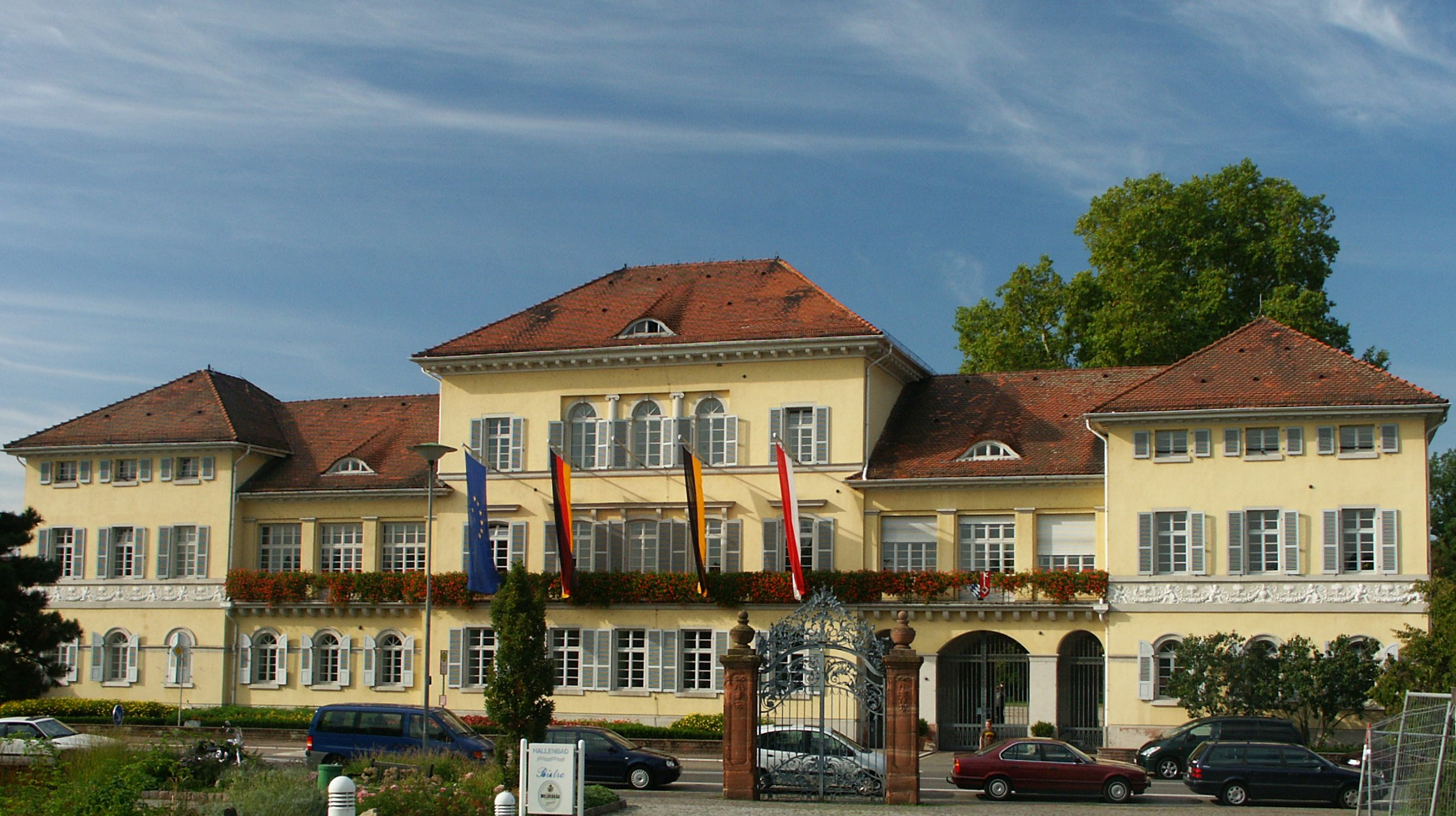
Das klassizistische Schloss in Neckarhausen

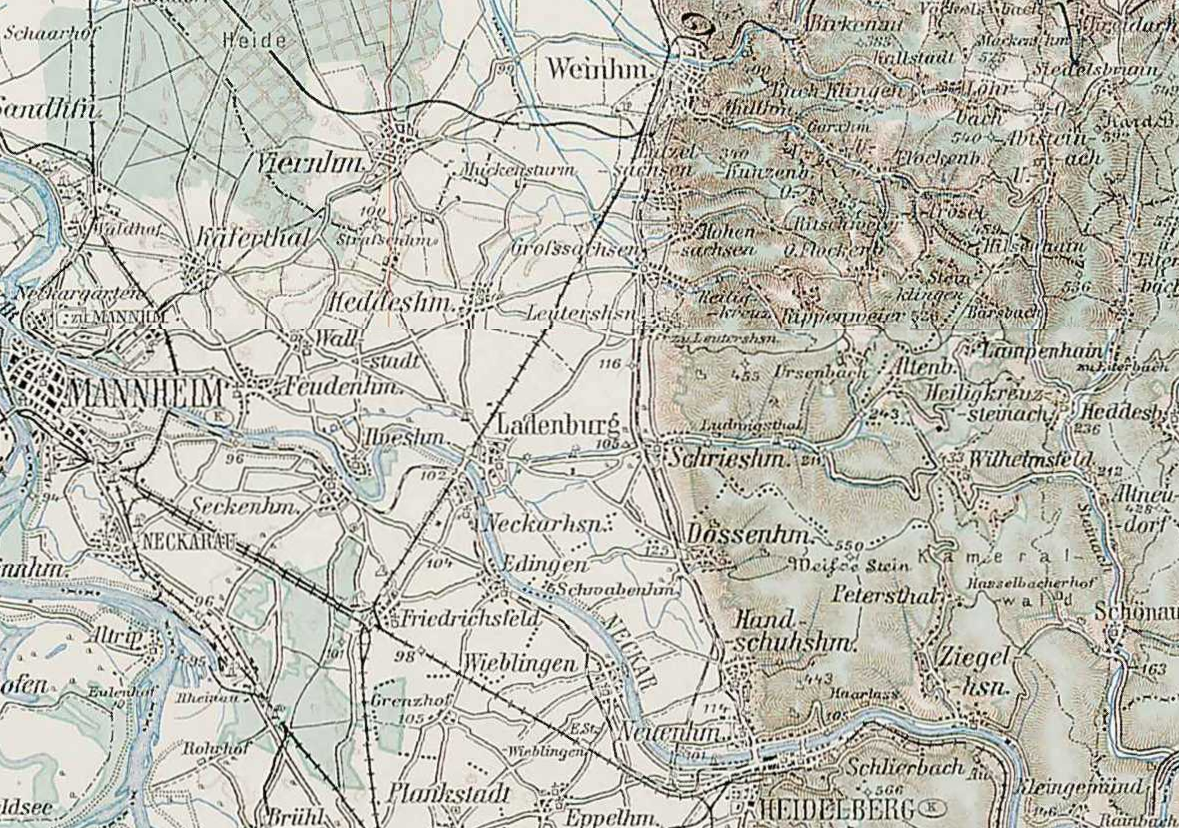
Edingen, Neckarhausen und Umgebung (1907)

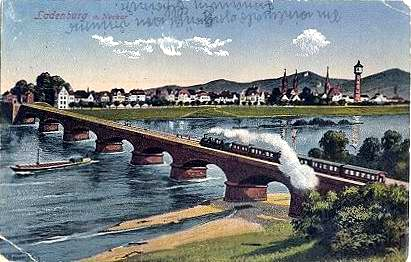
Neckarbrücke nach Ladenburg (um 1900)

Edingen-Neckarhausen ist eine Gemeinde mit rund 14.000 Einwohnern im Rhein-Neckar-Kreis in Baden-Württemberg. Sie liegt recht zentral in der Metropolregion Rhein-Neckar.

## Geographie

### Lage
Edingen-Neckarhausen liegt in der rechten mittleren Oberrheinischen Tiefebene am linken Ufer des Neckars, etwas weniger als 8 km flussabwärts und nordwestlich von Heidelberg und etwa 12 km östlich von Mannheim. Es gibt zwei Teilgemarkungen, die von Edingen und weiter flussabwärts die von Neckarhausen.
Neckarhausen gegenüber liegt rechtsseits des Flusses an der Nord- und Nordostseite der Gemeindegemarkung die Stadt Ladenburg. Im Osten grenzt kurz jenseits des Neckars Dossenheim mit seinem Weiler Schwabenheim an, im Südosten Heidelberg mit seinem Stadtteil Wieblingen. Die Westgrenze des Gemeindegebietes trennt vom Mannheimer Stadtteil Friedrichsfeld, mit welchem der Ortsteil Neu-Edingen der Gemeinde zusammengewachsen ist. Weiter im Norden an der Westseite liegt der Mannheimer Stadtteil Seckenheim in etwas Entfernung jenseits. Im Nordwesten grenzt die Gemeinde Ilvesheim an, deren Siedlungsbereich wieder auf der anderen Seite des Neckars liegt, seine Gemarkung umfasst jedoch auch noch diesseits eine aufgelassene Flussschlinge.

### Edinger Ried
Zwei kleine Gemeindeexklaven liegen etwa 9 km südwestlich der Edinger Ortsmitte und südlich des Mannheimer Rheinau-Hafens am Rhein bei Brühl. Diese zusammen weniger als 0,5 km² großen rechten Uferstreifen und Gewässeranteile am mündenden Leimbach und am Rhein sind als Edinger Ried bekannt. Die südliche Exklave grenzt im Norden an die Brühler Gemarkung, die ihn von der nördlichen trennt, im Osten an die Schwetzinger Gemarkung Schwetzinger Wiesen und im Süden erneut an die Brühler Gemarkung. Die Westgrenze verläuft in der Rheinmitte, jenseits der im südlichen Abschnitt die Brühler Gemarkung der Kollerinsel liegt, im nördlichen die pfälzische Gemeinde Otterstadt. Die deutlich kleinere nördliche Exklave grenzt im Norden an die Mannheimer Gemarkung, im Süden an die Brühler Gemarkung und im Westen, wiederum in der Rheinmitte, an die Altriper Gemarkung.

### Gemeindegliederung
Die Gemeinde Edingen-Neckarhausen gliedert sich in die beiden Ortsteile Edingen und Neckarhausen. Die Ortsteile sind räumlich identisch mit den früheren Gemeinden gleichen Namens, ihre offizielle Benennung erfolgt in der Form „Edingen-Neckarhausen, Ortsteil …“.
Zum Ortsteil Edingen gehören der Gebietsteil Neu-Edingen und das Gehöft Edinger Hof. Zum Ortsteil Neckarhausen gehört das Gehöft Weierhof.
Neu-Edingen ist geografisch nahtlos mit Mannheim-Friedrichsfeld verbunden. Die Stadtgrenze ist nur durch die Ortsschilder mitten im Ort zu finden.

## Geschichte
Edingen und Neckarhausen wurden wegen des milden Klimas und des guten Bodens schon zu Zeiten der Kelten besiedelt.
| Edingen      | Edingen wurde am 17. November 765 erstmals in einer Schenkungsurkunde über drei Joch Land an das Kloster Lorsch erwähnt, die in Ladenburg unterzeichnet wurde. Die Grundherrschaft über Edingen lagen bei der Reichsabtei Lorsch und beim Bistum Worms. Ende des 12. Jahrhunderts übernahmen die Pfalzgrafen die Orts- und Landesherrschaft und übten sie bis 1802 aus. In der Kurpfalz gehörte Edingen zur Kirchheimer Zent, das dem Oberamt Heidelberg unterstand. |
| Neckarhausen | Kurze Zeit nach der Erwähnung Edingens wird auch Neckarhausen zum ersten Mal im Lorscher Codex am 26. Juni 773 genannt. Zwischen dem Ende des 14. Jahrhunderts und 1705 teilten sich das Hochstift Worms und die Kurpfalz die Orts- und Landesherrschaft. Dann gelangte der Ort ganz zur Kurpfalz und gehörte dort wie Edingen zur Kirchheimer Zent bzw. zum Oberamt Heidelberg.                                                                                     |

Durch den Wegzug des kurfürstlichen Hofes von Mannheim nach München im Jahre 1778 wurde der Geheime Staats- und Konferenzminister Franz Albert Freiherr von Oberndorff (1720–1799) Statthalter des Kurfürsten Karl Theodor in Mannheim. Als Teil des Lohns folgte seine Erhebung in den Reichsgrafenstand im Jahre 1790. Neckarhausen wurde zum Familiensitz der jungen Dynastie. Vor dem Ort liegt das Stammgut.
Edingen und Neckarhausen wurden 1689 im Pfälzischen Erbfolgekrieg niedergebrannt. Nach der Auflösung der Kurpfalz wurden beide Orte 1803 badisch. Dort gehörte Edingen zum Bezirksamt Schwetzingen und Neckarhausen zum Bezirksamt Ladenburg, die beide später im Amtsbezirk Mannheim, dem späteren Landkreis Mannheim, aufgingen.
Während der Badischen Revolution waren Neckarhausen und die Neckarbrücke 1849 eine Bastion der revolutionären Truppen gegen die Preußen. Der Bürgermeister von Neckarhausen wurde als Anhänger der Revolutionäre später zu drei Monaten Zuchthaus verurteilt.
Um 1900 entstand – abgetrennt vom Hauptort – bei der Deutschen Steinzeugwarenfabrik die Siedlung Neu-Edingen in direkter Nachbarschaft der Wohnbebauung von Friedrichsfeld.
In Edingen waren ab 1871 die Nationalliberalen politisch am stärksten, ehe sie 1903 von den Sozialdemokraten abgelöst wurden. Während der Weimarer Republik hatten die linken Parteien regelmäßig eine Mehrheit, aufgrund ihrer Zersplitterung war aber ab 1924 das Zentrum die stärkste Partei. Von 1932 an erhielt die NSDAP die meisten Stimmen und lag 1933 bei 33 Prozent.
In Neckarhausen war das Zentrum, zunächst verdeckt durch Wahlbündnisse, von 1871 bis 1933 fast durchgängig die stärkste Partei, nur kurz 1919 und 1920 von den Sozialdemokraten unterbrochen.
Nach dem Zweiten Weltkrieg gehörten Edingen und Neckarhausen zur amerikanischen Besatzungszone. Das Land Baden wurde aufgelöst und die Gemeinde wurde Teil des neugebildeten Bundeslandes Württemberg-Baden, das 1952 im Südweststaat Baden-Württemberg aufging. Im Zuge der baden-württembergischen Kreisreform wurde 1973 der Landkreis Mannheim aufgelöst und die beiden Gemeinden dem neugebildeten Rhein-Neckar-Kreis angegliedert. Am 3. Mai 1975 schlossen sie sich durch die Gemeindereform zu Edingen-Neckarhausen zusammen.
| Einwohnerentwicklung | 1439 | 1577 | 1777 | 1852 | 1905 | 1950 | 1961 |
| Edingen              | 120  | 170  | 326  | 1042 | 2215 | 4262 | 5329 |
| Neckarhausen         | 170  | 205  | 464  | 1032 | 1667 | 3217 | 4107 |
| Neu-Edingen          |      |      |      |      | 28   | 504  | 946  |

Die folgende Tabelle stellt die Einwohnerentwicklung auf dem Gebiet der heutigen Gemeinde Edingen-Neckarhausen dar.
| Einwohnerentwicklung | 1961   | 1970   | 1991   | 1995   | 2000   | 2005   | 2010   | 2015   |
| -------------------- | ------ | ------ | ------ | ------ | ------ | ------ | ------ | ------ |
| Einwohner            | 10.382 | 13.026 | 14.161 | 13.834 | 13.843 | 13.905 | 14.379 | 13.959 |

### Eishochwasser 1784

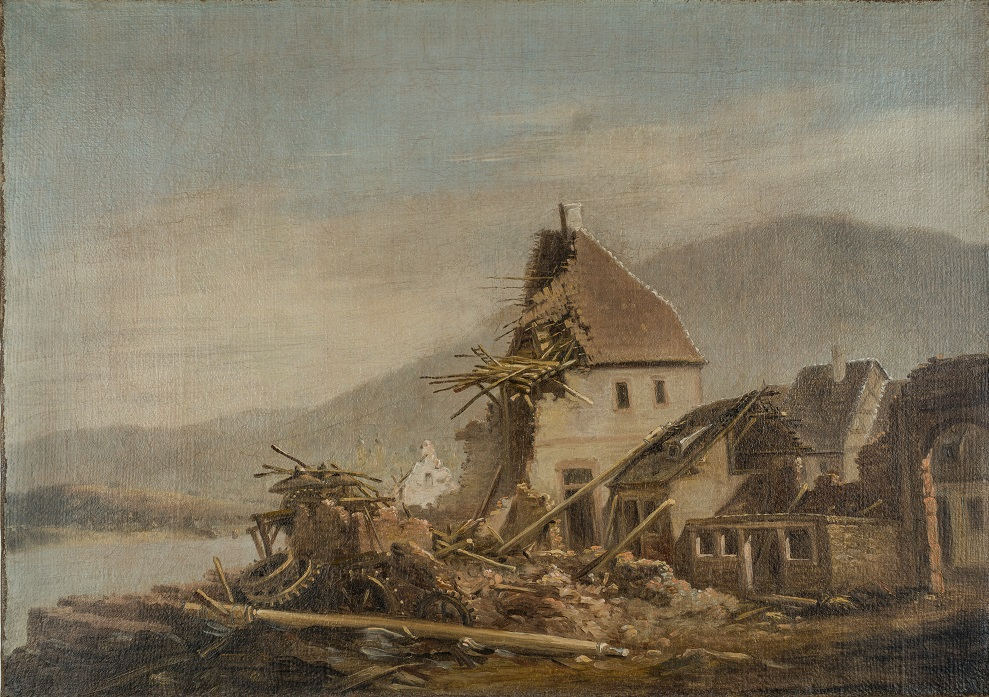
Neckarhausen nach der Hochwasserkatastrophe, Februar 1784

Gegen Ende des extremen Winters 1783/1784 auf der Nordhalbkugel, am 27. Februar 1784, wurde Neckarhausen großenteils zerstört und 13 Personen getötet. Infolge Tauwetters hatten sich auf dem Neckar bei Wieblingen gewaltige Eismassen aufgetürmt und trieben im Hochwasser gegen Mittag auf Ladenburg und Neckarhausen zu. Sie führten gekenterte Schiffe sowie große Holzbalken der durch Eisgang eingestürzten (alten) Heidelberger Brücke mit sich. So wurden zunächst ufernahe Gebäude zum Einsturz gebracht. Gewaltige Eisschollen brachten danach weitere Zerstörung. Insgesamt wurden 96 Häuser, 21 Scheunen und 14 Ställe entweder fortgerissen oder schwer beschädigt; 13 Menschen ertranken. Die Naturkatastrophe war Anlass zur Errichtung erster Hochwasserschutzmaßnahmen zwischen Mannheim und Edingen. Unter anderem wurde unter der Regentschaft von Kurfürst Karl Friedrich von Baden am Neckarufer von Edingen ein aus Sandstein gefertigter Eisbrecher installiert.

## Religionen

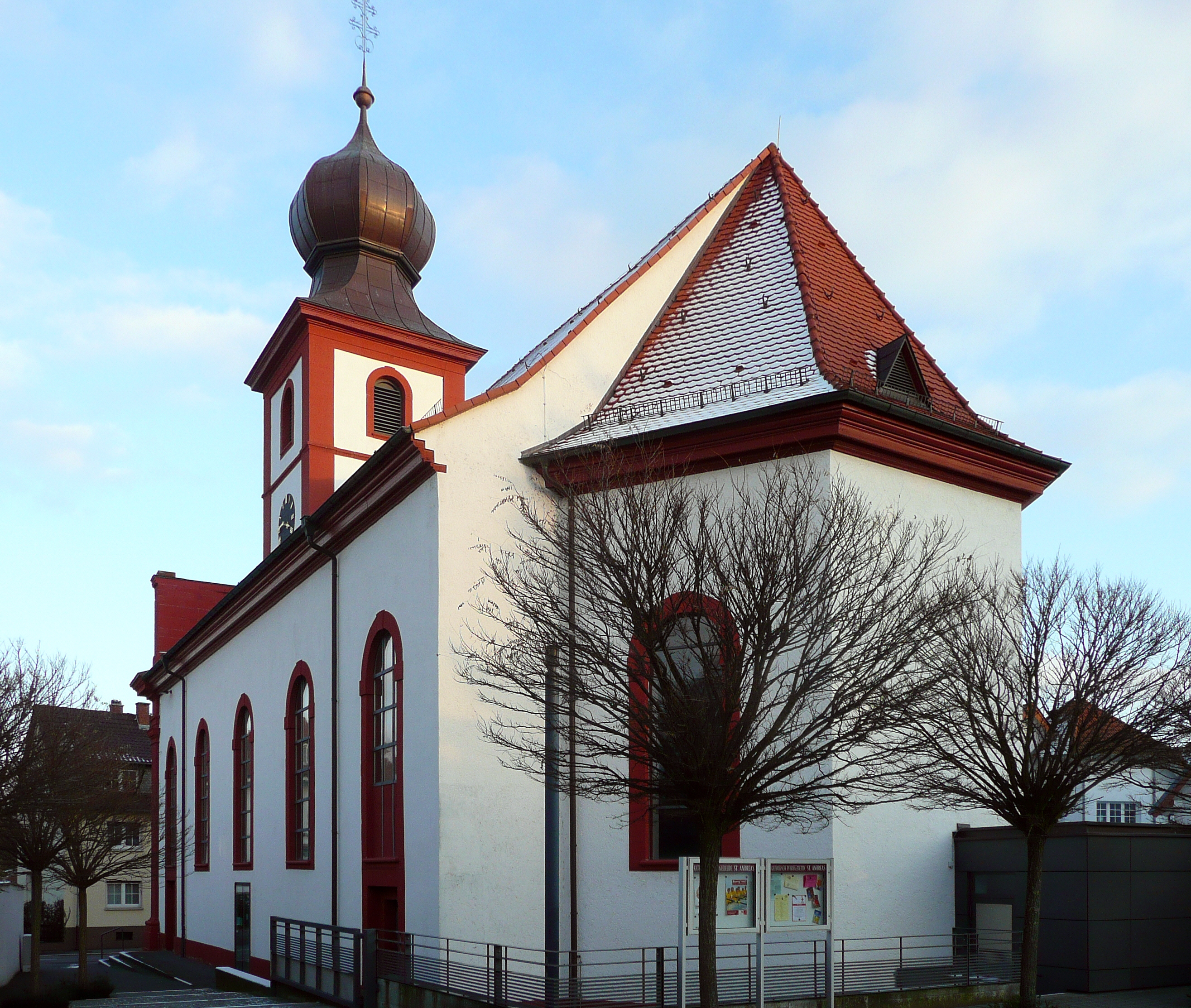
Alte katholische Pfarrkirche St. Michael in Neckarhausen

Kurfürst Ottheinrich führte 1556 die Reformation ein. Nach sieben Religionswechseln in der Kurpfalz waren in den beiden Ortschaften Katholiken und Protestanten seit Beginn des 18. Jahrhunderts ungefähr gleich stark, mit einer leichten Mehrheit der Protestanten in Edingen bzw. der Katholiken in Neckarhausen. Seit 1963 gibt es in Edingen eine neuapostolische Kirche.

## Politik

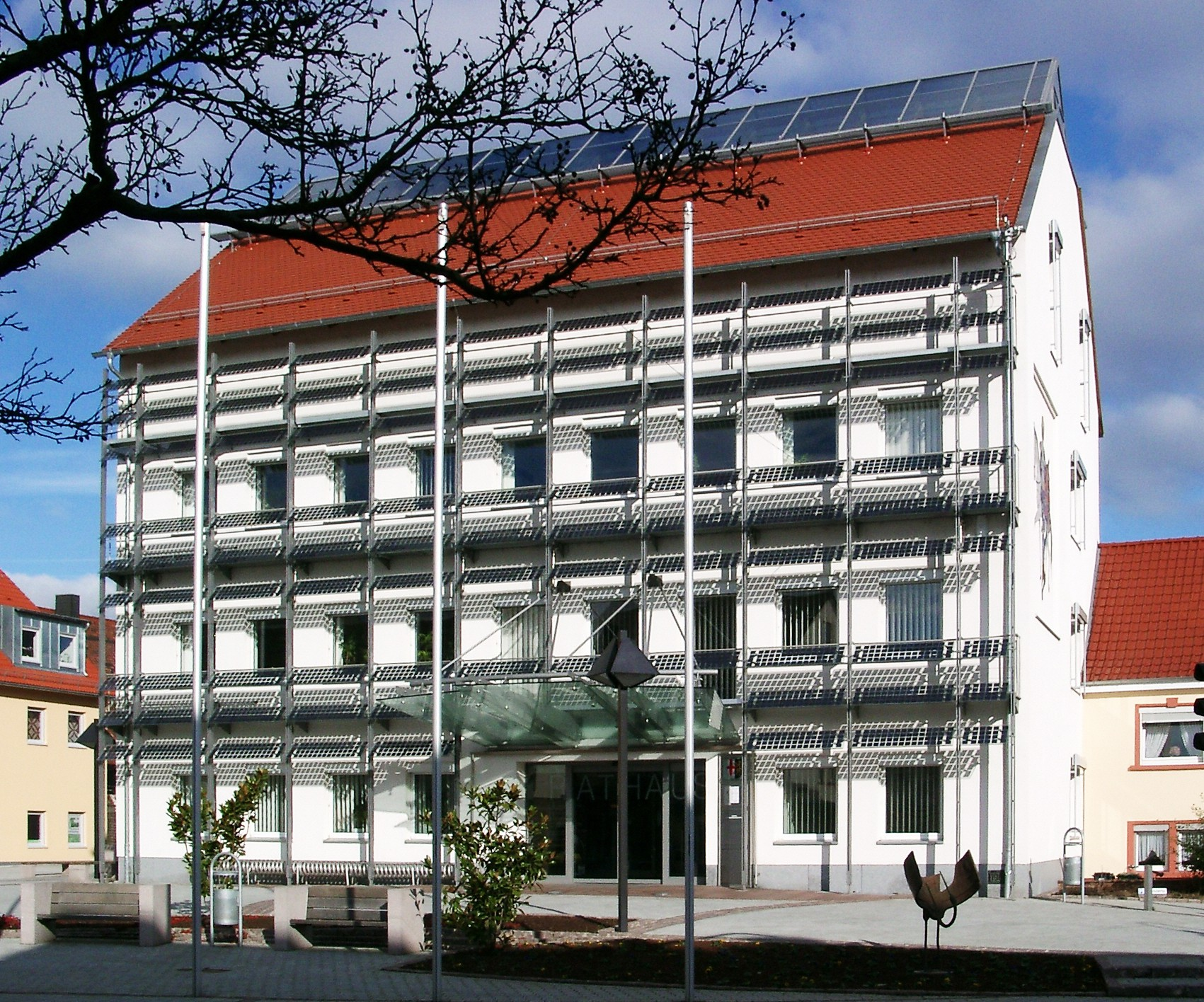
Rathaus in Edingen

### Gemeinderat
Der Gemeinderat hat 22 ehrenamtliche Mitglieder, die für fünf Jahre gewählt werden. Hinzu kommt der Bürgermeister als stimmberechtigter Gemeinderatsvorsitzender.
Die Kommunalwahl 2024 führte zu folgendem Ergebnis (in Klammern: Unterschied zu 2019):
| Gemeinderat 2024                                    | Gemeinderat 2024 | Gemeinderat 2024 | Gemeinderat 2024 | Gemeinderat 2024 |
| Partei / Liste                                      | Stimmenanteil    | Sitze            |                  |                  |
| --------------------------------------------------- | ---------------- | ---------------- | ---------------- | ---------------- |
| Unabhängige Bürgerliste-FDP/Freie Wählervereinigung | 29,4 % (+1,8)    | 7 (+1)           |                  |                  |
| CDU                                                 | 27,8 % (+3,5)    | 6 (+1)           |                  |                  |
| Offene Grüne Liste (OGL)                            | 19,7 % (−3,9)    | 4 (−1)           |                  |                  |
| SPD/Engagierte Bürger Edingen-Neckarhausen (EBEN)   | 19,2 % (+2,4)    | 4 (±0)           |                  |                  |
| Die PARTEI                                          | 3,9 % (+3,9)     | 1 (+1)           |                  |                  |
| Die Linke                                           | n. a. (−7,6)     | 0 (−2)           |                  |                  |
| Wahlbeteiligung: 67,6 % (+1,8)                      |                  |                  |                  |                  |

### Bürgermeister
Aufgrund der Tatsache, dass die ehemaligen Bürgermeister Edingen-Neckarhausens jeweils mehrere Amtszeiten lang ihren Posten bekleideten, hatte die Doppelgemeinde von der Fusion 1975 bis zur Wahl von Simon Michler im Jahr 2015 nur zwei Bürgermeister. Werner Herold (FDP) stellte den ersten Bürgermeister nach der Gemeindezusammenführung dar – mangels Gegenkandidaten wurde er im Jahre 1975 von FDP, CDU und SPD offiziell unterstützt und konnte ein historisches Wahlergebnis von 98,31 % verbuchen. Zu diesem Zeitpunkt lagen hinter Herold bereits acht Jahre als Bürgermeister des Ortsteils Edingen (Wahlen: 1966 und 1973). Herolds Amtszeit in der Doppelgemeinde währte 16 Jahre. Sein Nachfolger wurde 1991 schließlich Roland Marsch (SPD), 1999 und 2007 wurde er im Amt bestätigt. Zur Bürgermeisterwahl 2015 erklärte Marsch, nicht erneut zu kandidieren. Am 8. November 2015 wurde Simon Michler (CDU) im zweiten Wahlgang mit 42,92 % der Stimmen zum neuen Bürgermeister gewählt. Er trat sein Amt am 11. Januar 2016 an. Michler legte sein Amt zum 30. September 2022 nieder. Später wurde er Bürgermeister von Möckmühl. Am 27. November 2022 wurde Florian König (CDU) mit 60,4 % der Stimmen zum Bürgermeister gewählt. Er trat das Amt Anfang Januar 2023 an.

### Wappen
Die Blasonierung des Wappens lautet: In von Silber und Schwarz gespaltenem Schild vorn ein durchgehendes, geschliffenes, fußgespitztes rotes Kreuz, hinten ein rot bewehrter und rot bezungter goldener Löwe.
Das Gemeindewappen wurde nach der Zusammenlegung von Edingen und Neckarhausen neu entworfen. Das Lorscher Kreuz erinnert an die historischen Beziehungen des Klosters zu Edingen, während der Pfälzer Löwe bereits Teil des ursprünglichen Neckarhäuser Wappens war.
Die Flagge ist Rot-Weiß und wurde 1977 zusammen mit dem Wappen vom Landratsamt Rhein-Neckar-Kreis verliehen.

### Städtepartnerschaften
Mit Plouguerneau in der Bretagne (Frankreich) besteht seit 1967 eine Partnerschaft.

### Nachbarschaftsverband
Edingen-Neckarhausen gehört zum Nachbarschaftsverband Heidelberg-Mannheim, dessen Aufgabe es ist, den regionalen Flächennutzungsplan zu erstellen.

## Kultur und Sehenswürdigkeiten

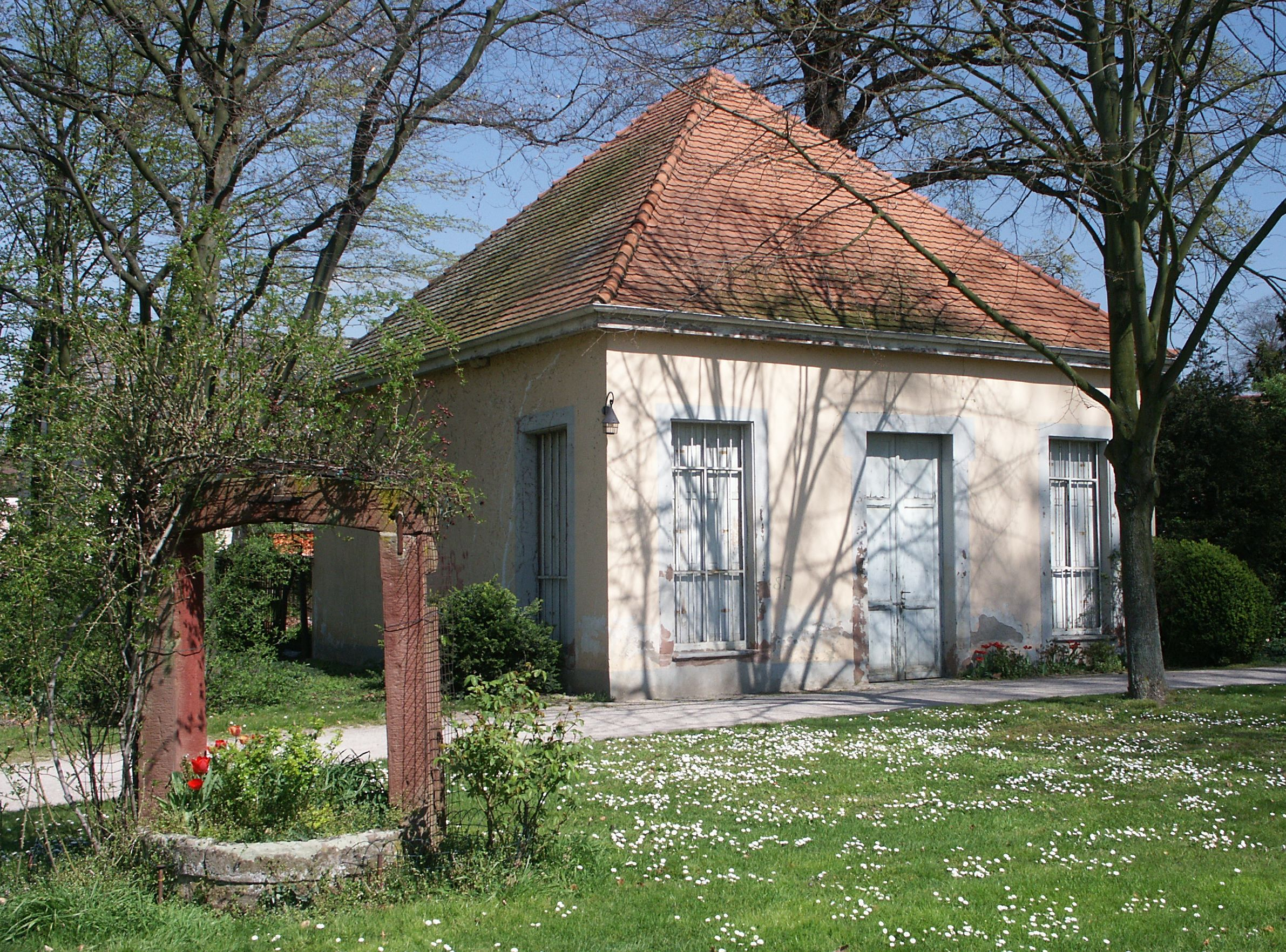
Orangerie im Schlosspark

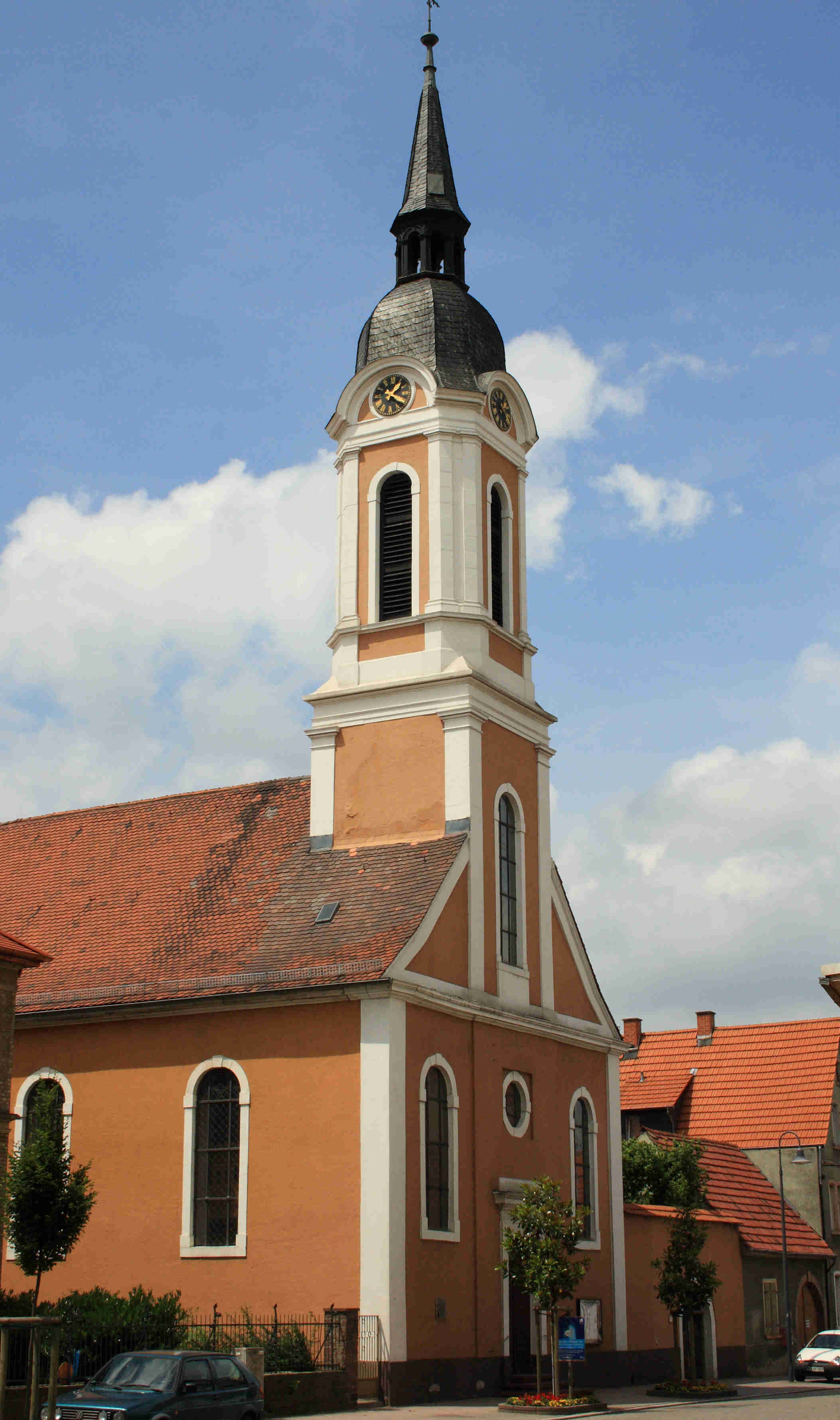
Evangelische Kirche in Edingen

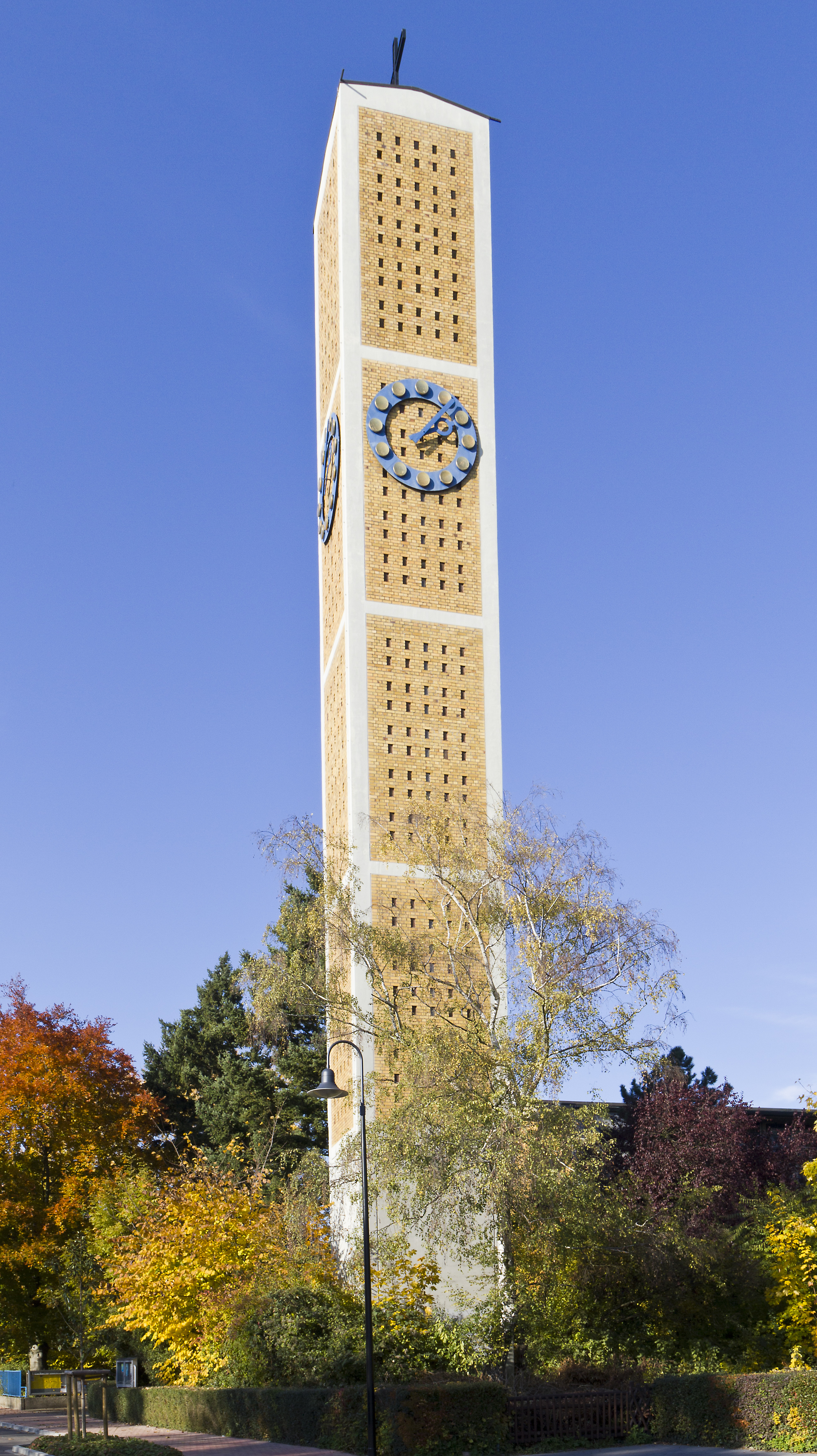
Katholische Kirche St. Bruder-Klaus in Edingen

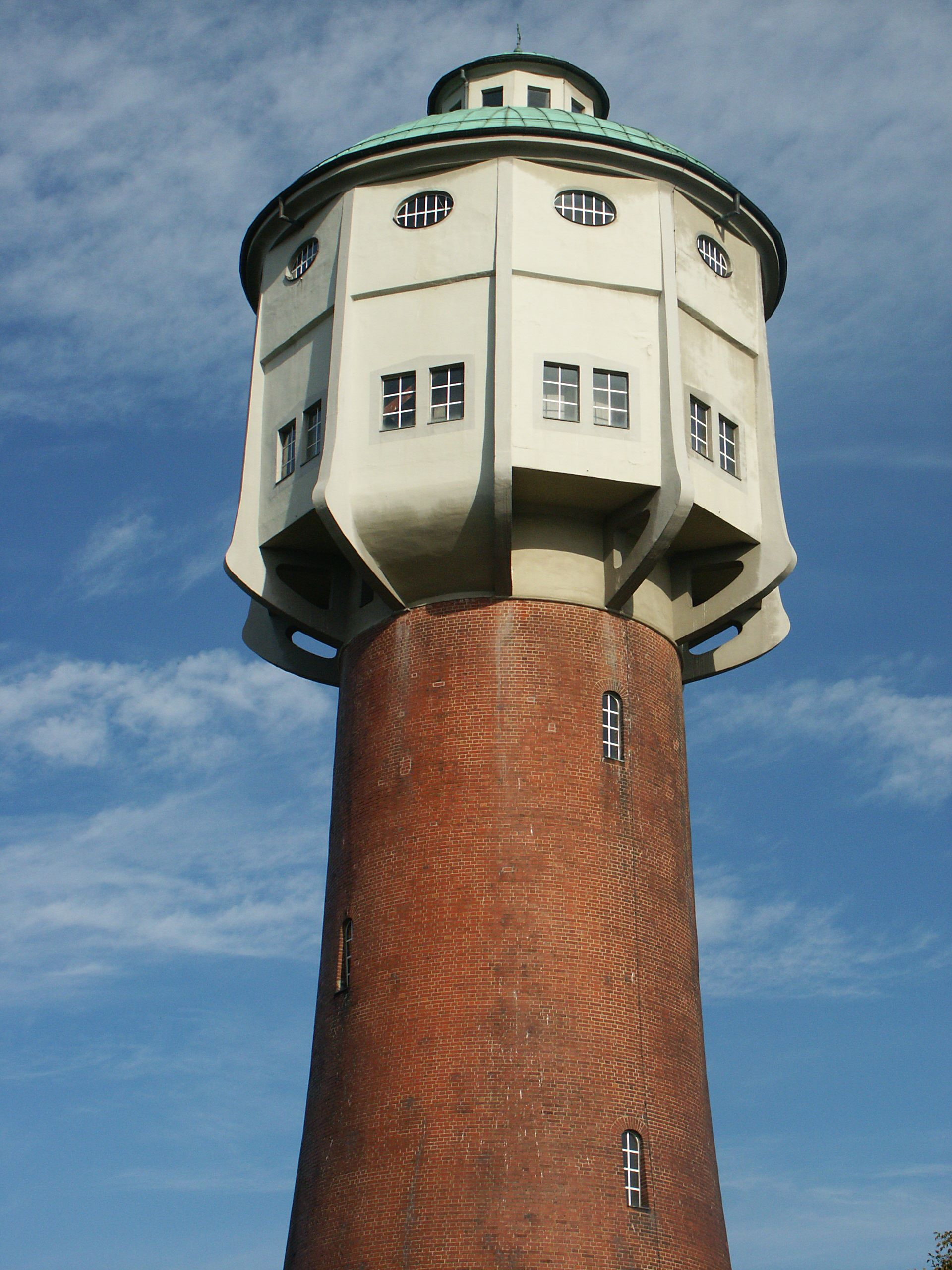
Wasserturm in Edingen

### Naturdenkmal
- Ufer am Neckar

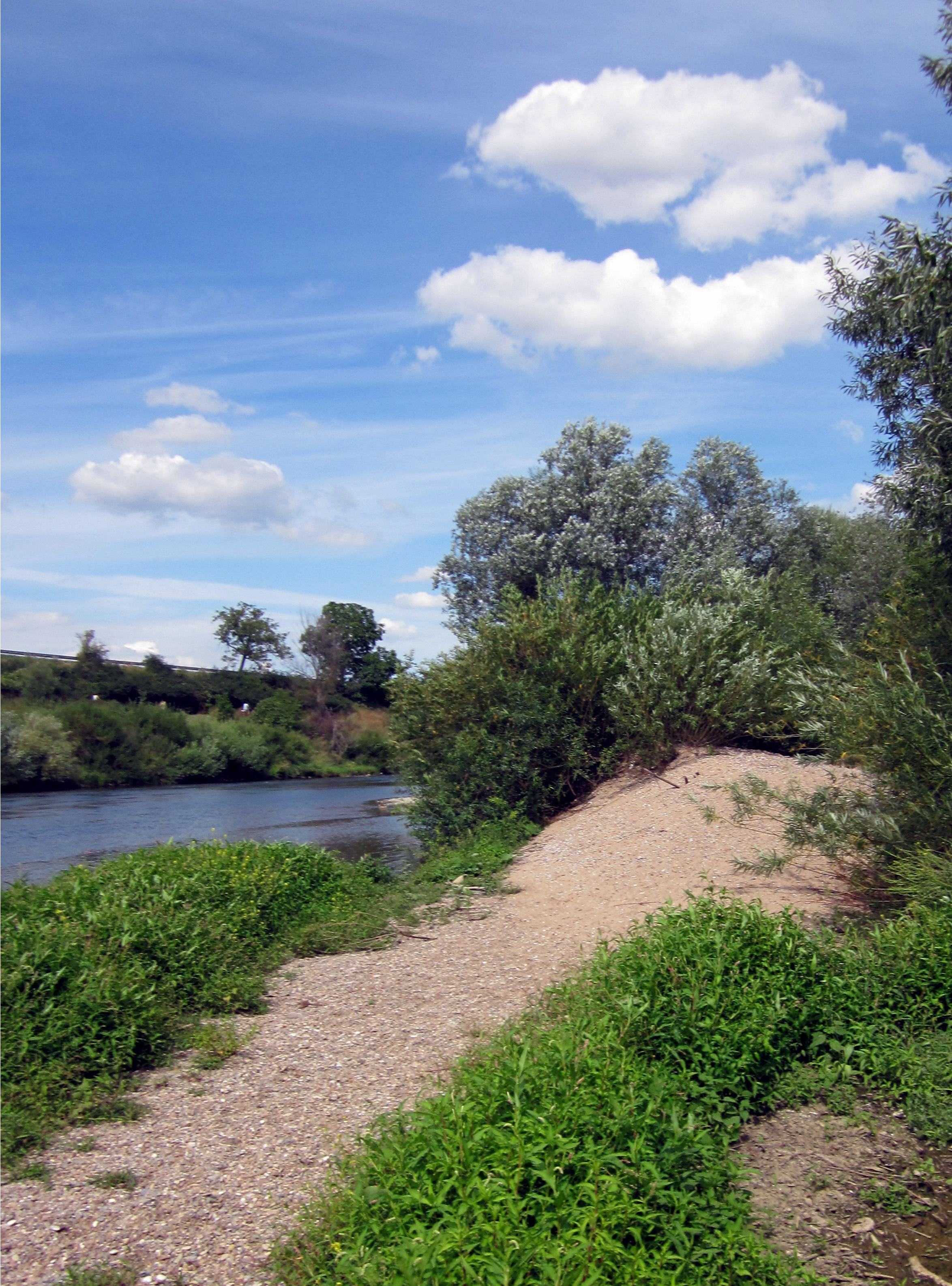
Ufer am Altneckar

- Schutzgebiet „Edinger Ried“ (am Rheinufer bei Brühl gelegen)

### Bauwerke
Das klassizistische Schloss der Grafen von Oberndorff in Neckarhausen entstand zu Beginn des 17. Jahrhunderts als Posthalterei der Kaiserlichen Reichspost, die von den Thurn und Taxis betrieben wurde. Es wurde im Laufe der Zeit mehrfach erweitert. Sein heutiges Aussehen besitzt es seit der Aufstockung 1910/11 im Auftrag des Grafen Friedrich von Oberndorff. Seit 1960 ist das Schloss in Gemeindebesitz und wird als Rathaus genutzt. Westlich schließt sich der Schlosspark im englischen Stil an.
Die Barockkirche wurde unter wesentlicher Förderung des Grafen von Oberndorff errichtet und 1783 geweiht. Sie entstand vermutlich nach dem Vorbild von Plänen von Rabaliatti. Das Langhaus erstreckt sich über vier Fensterachsen. Der eingezogene Turm überragt die mit einer Attika versehene Giebelfassade um zwei Geschosse und ist mit einer charakteristischen Zwiebelhaube gekrönt. 1960 wurde das Gebäude profaniert und das Patrozinium St. Andreas auf die direkt dahinter neuerbaute katholische Kirche übertragen. Der Zentralbau hat über dem Altarraum eine kupferummantelte Kuppel aus Stahl und Beton.
Die evangelische Lutherkirche wurde 1934 als einfacher Bau errichtet. 1964 erfuhr sie eine bedeutende Erweiterung mit Vierungsturm und zwei Seitenkapellen mit bunten Glaswänden.
In Edingen befindet sich eine klassizistische evangelische Kirche von 1793 mit neun Glocken. Nebenan ist die ehemalige Brauerei, die 1995 unter Beibehaltung der Originalfassaden in Wohnanlagen umgewandelt wurde. Der ehemalige Schlossgarten gegenüber ist heute eine öffentliche Parkanlage.
Die katholische Kirche St. Bruder Klaus mit dem freistehenden Glockenturm ersetzte 1960 die alte St.-Bartholomäus-Kirche vom Ende des 18. Jahrhunderts, die zu klein geworden war und daher abgerissen wurde.

### Museen
Im Schloss Neckarhausen werden seit 1995 Ausstellungen zu wechselnden Themen mit Bezug zu Edingen-Neckarhausen gezeigt. Die Dauerausstellung „Die Grafen von Oberndorff“ ist im Schloss zu bestimmten Zeiten geöffnet.

### Freizeit
- Freizeitbad in Neckarhausen
- Kleinhallenbad in der Pestalozzi-Schule in Edingen
- Sport- und Freizeitzentrum (in der Plouguerneau-Allee)
- Großsporthalle Edingen mit Bundes-Kegelbahnen, seit 2016 Werner-Herold-Halle
- Schulsportgelände in Edingen
- Tennisplätze in Edingen und Neckarhausen
- umfangreiche Sportanlagen der Sportvereine Viktoria Neckarhausen und DJK in Neckarhausen und des TV 1890 Edingen in Edingen
- je ein Hundesportverein in Edingen und Neckarhausen
- Boule-Anlage in Neckarhausen
- St. Andreas-Chor in Neckarhausen
- Der Posaunenchor Edingen wirkt bei Gottesdiensten und kirchlichen Festen mit und gibt einmal im Jahr ein eigenes Konzert.
- Die Musikvereinigung 1923 Neckarhausen e. V. wurde ursprünglich gegründet, um die Kinder bei der Kommunionsprozession zu begleiten. Sie gibt ebenfalls einmal im Jahr ein Jahreskonzert und vor Weihnachten ein Adventskonzert.

### Regelmäßige Veranstaltungen
- Rund ums Schloss in Neckarhausen, immer am zweiten Wochenende im Juli
- Jedermannturnier des FC Viktoria 1908 Neckarhausen, immer mittwochs bis freitags über Fronleichnam
- Neckarhäuser Kerwe, immer am ersten Wochenende im September
- Edinger Kerwe, immer am ersten Wochenende im Oktober
- Edinger Gockelfest, immer am dritten Wochenende im Juli
- Edinger Backfischfest, immer am dritten Wochenende im August
- Neckarhäuser Musikfest (jährlich im März)
- Sommerlauf des TV 1890 Edingen, ein Volkslauf mit über 800 Teilnehmern, jährlich im Juni

### Kurioses
In dem Roman Tomboy von Thomas Meinecke aus dem Jahr 1998, der im Heidelberger Universitätsmilieu spielt, wohnt die Hauptperson Vivian Atkinson im Alten Tabakspeicher in Edingen. Der Roman vereint Ausführungen über sozialwissenschaftliche Gender-Theorien mit Lokalkolorit von Heidelberg und Umgebung. Einzelne Passagen des Romans spielen in Edingen, wobei auch einige lokale Anekdoten erzählt werden. Meinecke hat seine Jugend in Edingen verbracht und ist daher mit den lokalen Begebenheiten des Ortes gut vertraut.

## Wirtschaft und Infrastruktur

### Verkehr

#### Straßenverkehr
Die Gemeinde liegt an der Bundesautobahn 656, die Mannheim und Heidelberg verbindet, sowie an der parallel verlaufenden Landesstraße L 637 (ehemals B 37). Über die A 656 sind in wenigen Minuten die A 6 und die A 5 erreichbar.

#### Schienenverkehr
Der öffentliche Personennahverkehr der zum Tarifgebiet des VRN gehörenden Gemeinde wird von der RNV auf dem Streckennetz der Oberrheinischen Eisenbahn (OEG) betrieben.

##### Bahnhof Edingen (Baden)

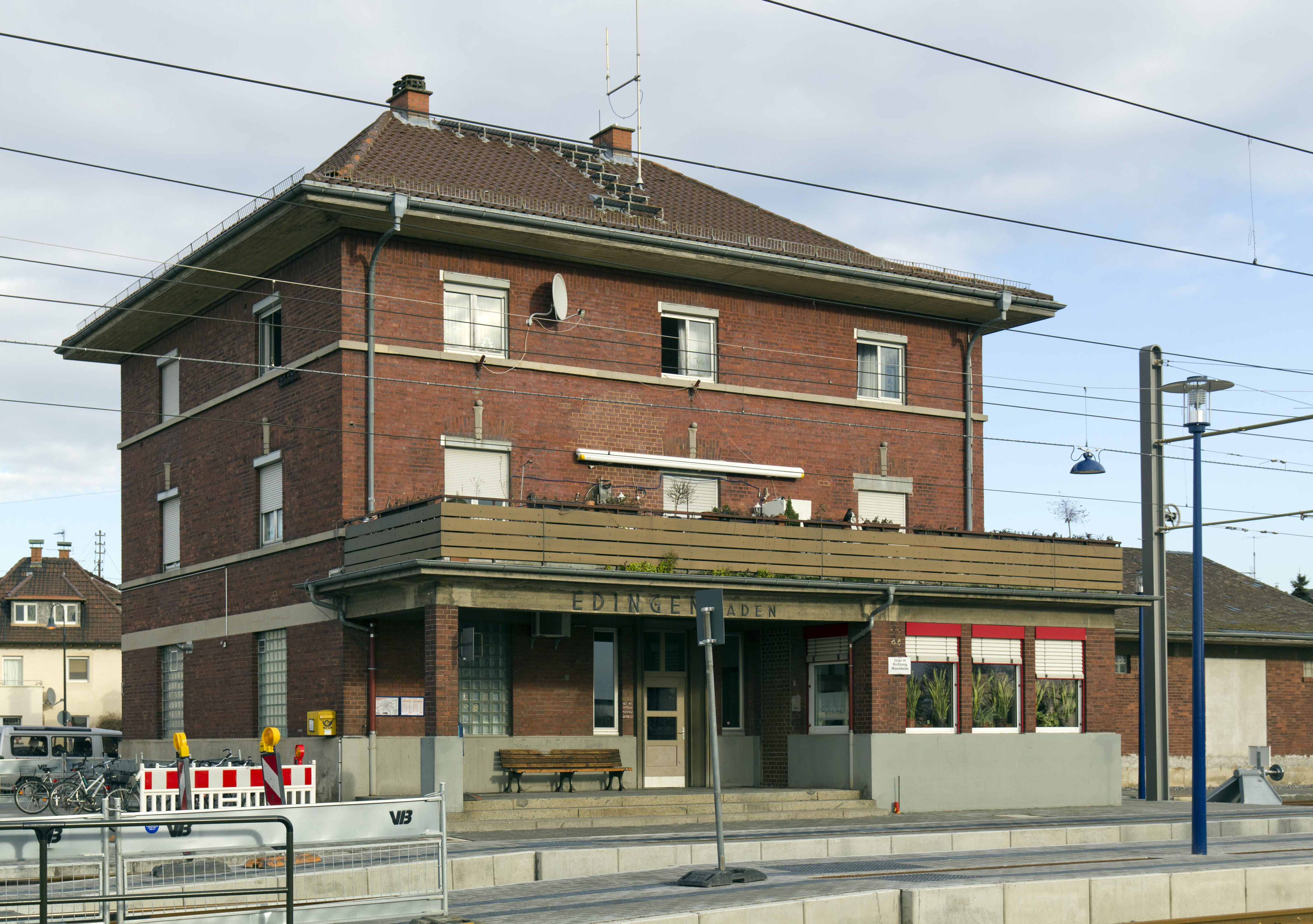
Bahnhof Edingen (Baden)

Der Ortsteil Edingen liegt an der Bahnstrecke Mannheim Kurpfalzbrücke–Edingen–Heidelberg und ist durch die RNV (Linie 5) u. a. mit Mannheim und Heidelberg verbunden. Die Fahrzeiten ab Edingen betragen ins Zentrum rund 30 bzw. 20 Minuten und zum Hauptbahnhof rund 35 bzw. 10 Minuten. Im Ortsteil Edingen befindet sich auch ein Bahnhof der RNV nebst Bahnhofsgebäude, in dem bis vor wenigen Jahren ein Stellwerk untergebracht war, und daneben eine Wagenhalle. Der viergleisige OEG-Bahnhof wurde zwischen 2010 und 2011 neu hergerichtet und barrierefrei ausgebaut. Auch der Haltepunkt Edingen West, welcher dem Zentrum von Edingen etwas näher liegt als der OEG-Bahnhof, wurde barrierefrei umgebaut und mit dynamischen Zugzielanzeigern ausgestattet.

##### DB-Bahnhof Neu-Edingen/Friedrichsfeld

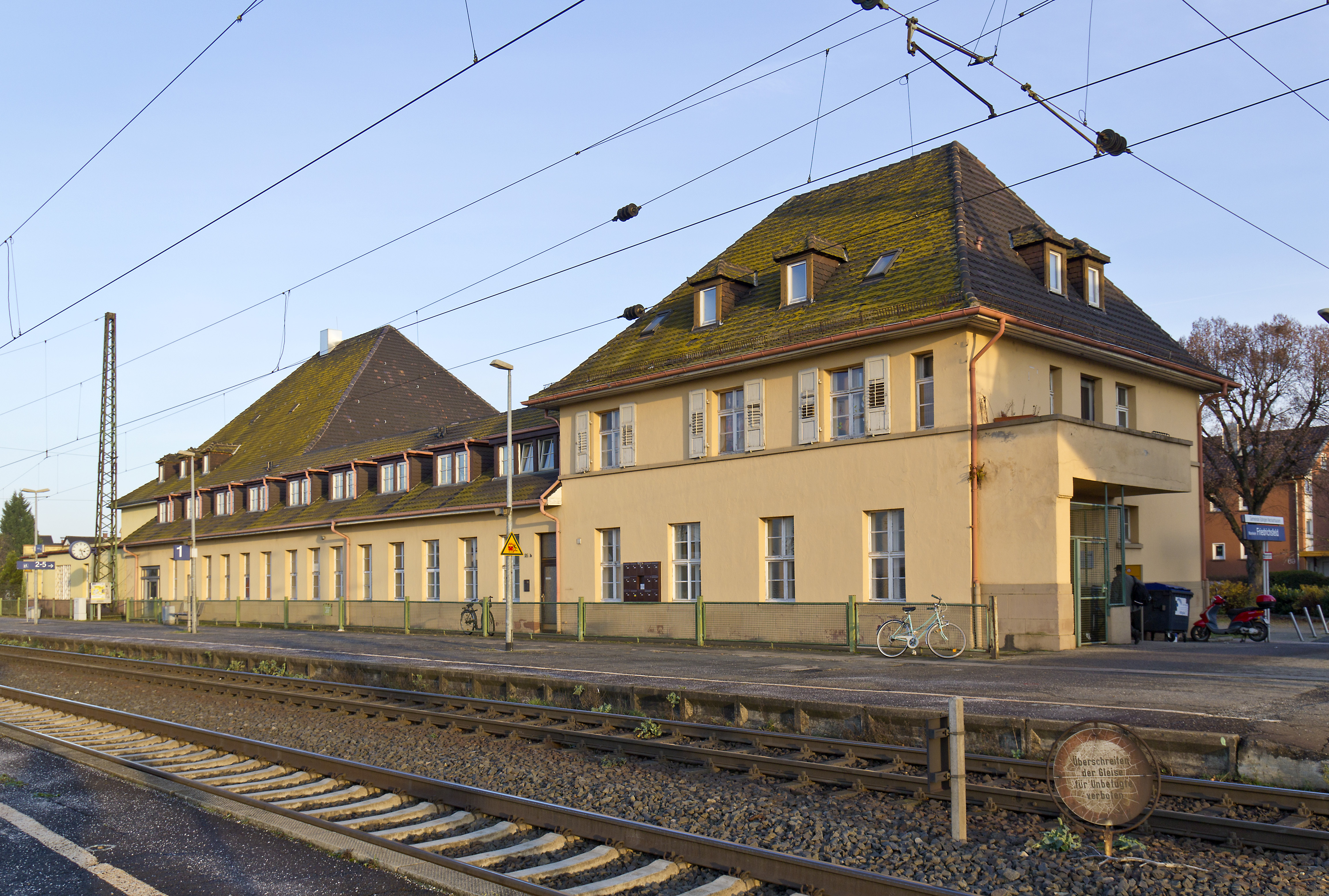
Bahnhof Neu-Edingen/Friedrichsfeld

Im Ortsteil Neu-Edingen liegt das Empfangsgebäude des Bahnhofs Neu-Edingen/Friedrichsfeld, welches sich somit auf dem Gebiet von Edingen-Neckarhausen befindet, während sämtliche Gleisanlagen schon auf Mannheimer Gemarkung liegen. Mit Zügen des Regionalverkehrs sind neben Mannheim und Heidelberg über die Bahnstrecke Frankfurt am Main–Heidelberg (Main-Neckar-Bahn) auch Darmstadt und Frankfurt am Main direkt erreichbar (RE 60, RB 67, RB 68). Zudem fährt stündlich eine S-Bahn über Mannheim Hbf, Ludwigshafen Hbf, Frankenthal Hbf und Worms Hbf nach Mainz Hbf (S9). Der Bahnhof fungiert aufgrund seiner großzügig ausgelegten Bahnsteige, insbesondere zwischen den Gleisen 2 und 3, gelegentlich auch als Fernverkehrshalt bei Streckensperrungen bzw. Umleitungen.
Der Ortsteil Neckarhausen ist durch Buslinien mit Edingen, Neu-Edingen sowie Seckenheim und Friedrichsfeld verbunden. Bis 1969 führte auch eine eigene Bahnstrecke in den Ortskern, welche dann jedoch stillgelegt wurde. Heute durchquert zwar noch die Main-Neckar-Bahn den Ortsteil, besitzt jedoch keinen Halt hier. Mit Aufnahme der Bahnstrecke Frankfurt am Main–Heidelberg in das Netz der S-Bahn RheinNeckar sollte 2015 in Neckarhausen ein Haltepunkt entstehen, was aber offensichtlich nicht umgesetzt wurde.

#### Radverkehr
Durch eine Alltagsroute aus dem Radnetz Baden-Württemberg ist Neckarhausen mit Mannheim und in der anderen Richtung über Ladenburg mit Heidelberg verbunden. 
Durch Neckarhausen verläuft als Landes-Radfernweg der Neckartal-Radweg. Er führt von Villingen-Schwenningen nach Mannheim. Er verläuft dabei von Heidelberg kommend über Ladenburg und Neckarhausen nach Mannheim.
Edingen-Neckarhausen ist Mitglied der AGFK (Arbeitsgemeinschaft Fahrrad- und Fußverkehrsfreundlicher Kommunen) in Baden-Württemberg.

#### Verbindungen nach Ladenburg

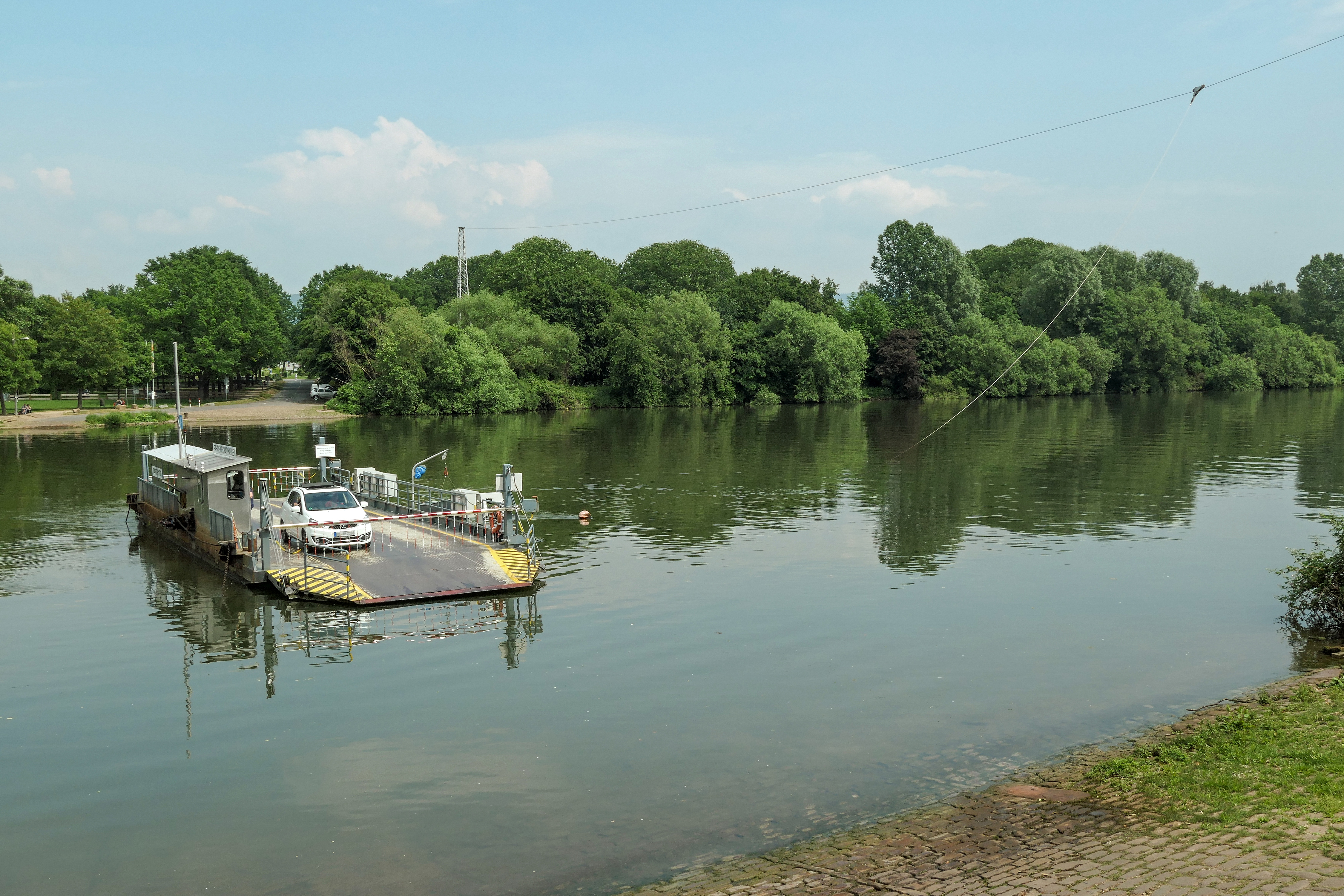
Neckarfähre, Ankunft in Neckarhausen

Mit der auf der anderen Neckarseite gelegenen Stadt Ladenburg ist Neckarhausen durch eine regelmäßig verkehrende Fähre und eine Eisenbahnbrücke verbunden, die auch von Radfahrern und Fußgängern genutzt werden kann. Eine parallele Straßenbrücke soll Ende 2026 eröffnet werden, die angrenzenden Straßen sind seit 2019 im Bau.

### Medien
Der Mannheimer Morgen, die Rhein-Neckar-Zeitung und das Rhein-Neckar Fernsehen berichten über das lokale Geschehen in Edingen-Neckarhausen. Das Amtliche Mitteilungsblatt der Gemeinde erscheint wöchentlich, i. d. R. donnerstags.

### Ämter
Die Verwaltung wird im neugestalteten Rathaus im Ortsteil Edingen koordiniert. Im Schloss Neckarhausen wird eine Außenstelle der Verwaltung mit Bürgerdienst und Standesamt unterhalten.

### Bildung
Die Pestalozzi-Schule in Edingen ist eine Grundschule und die Graf-von-Oberndorff-Schule in Neckarhausen ist seit dem Wegfall der Werkrealschule 2011 ebenfalls eine reine Grundschule. Des Weiteren gibt es die Volkshochschule Edingen-Neckarhausen und eine Außenstelle der Musikschule Mannheim. In beiden Ortsteilen betreibt die Gemeinde Bibliotheken. Für die jüngsten Bewohner gibt es drei evangelische und zwei römisch-katholische Kindergärten.

## Persönlichkeiten

### Ehrenbürger
- Werner Herold (1923–2023), Altbürgermeister

### Söhne und Töchter der Gemeinde
- Edmund Bläss (1769–1844), hessischer Politiker, Schultheiß in Viernheim und ehemaliger Abgeordneter der 2. Kammer der Landstände des Großherzogtums Hessen
- Michael Koch (1853–1927), Maler
- Albert Löll (1854–1928), bayerischer Generalleutnant
- Alfred von Oberndorff (1870–1963), Diplomat
- Jakob Heinrich Koch (1895–1963), Ingenieur
- Fritz Helmstädter (1904–1971), Landtagsabgeordneter (SPD)
- Thomas Betzwieser (* 1958), Musikwissenschaftler und Opernforscher
- Eric Beißwenger (* 1972), Politiker (CSU), MdL
- Andreas Margara (* 1983), Historiker und Journalist

### Persönlichkeiten, die vor Ort gewirkt haben
- Julius Helmstädter (1879–1945), Landtagsabgeordneter (SPD)
- Georg Kohler, Altgemeinderat, Ehrenringträger der Gemeinde, Träger des Bundesverdienstkreuzes und des Bundesverdienstkreuzes 1. Klasse
- Lieselotte Schweikert (1937–2020), Politikerin (FDP), Landtagsabgeordnete, wurde mit der Ehrennadel des Gemeindetags Baden-Württemberg ausgezeichnet
- Franz Mazura (1924–2020), Kammersänger und Schauspieler, lebte ab 1964 in der Gemeinde und erhielt im November 2014 die Ehrennadel seiner Wahlheimatgemeinde Edingen-Neckarhausen.[20]
- Peter Wilhelm (* 1959), Schriftsteller, geboren in Essen, lebt seit 1984 in Edingen-Neckarhausen